# Jessica Rothe
Jessica An Rothenberg, beter bekend als Jessica Rothe, (Denver (Colorado), 28 mei 1987) is een Amerikaans actrice. Ze speelde in diverse films en televisieseries, waaronder La La Land, Happy Death Day en Blue Bloods.

## Filmografie

### Film
- 2013: Promised Land, als Maya
- 2013: The Last Keepers, als Jessica
- 2013: The Hot Flashes, als Millie Rash
- 2013: Bastards of Young, als Samantha the Devil
- 2013: Jack, Jules, Esther and Me, als Jules
- 2015: Lily & Kat, als Lily
- 2015: Parallels, als Beatrix Carver
- 2015: The Preppie Connection, als Laura
- 2016: Juveniles, als Amber
- 2016: Trust Fund, als Reese Donahue
- 2016: Wolves, als Lola
- 2016: The Tribe, als Jenny
- 2016: Summertime, als Jules
- 2016: La La Land, als Alexis
- 2016: Better Off Single, als Mary
- 2017: Tater Tot & Platton, als Andie
- 2017: Happy Death Day, als Theresa "Tree" Gelbman
- 2017: Please Stand By, als Julie
- 2018: Forever My Girl, als Josie
- 2019: Happy Death Day 2U, als Theresa "Tree Gelbman"
- 2020: Valley Girl, als Julie Richman
- 2020: All My Life, als Jenn Carter
- 2021: Body Brokers, als May
- 2023: Boy Kills World, als Mina Van Der Koy / June 27

### Televisie
- 2010: America's Most Wanted: America Fights Back, als Bonjana Mitic
- 2011: The Onion News Network, als Katie Clements
- 2011: Happy Endings, als tienermeisje
- 2012: Gossip Girl, als jonge vrouw
- 2013: Blue Bloods, als Sylvie Freeland
- 2013: Futurestates, als Maya
- 2013: High Maintenance, als Rachel
- 2013: Next Time on Lonny, als Stephanie
- 2016: Chicago P.D., als Madison
- 2016: Mary + Jane, als Paige
- 2020: Utopia, als Samantha
- 2020: Delilah, als Delilah
- 2021: Gaslight, als Danny
- 2024: Virgin River, als Sarah
- 2025: Pulse, als Cass Himmelstein

### Videoclips
- 2024: Smokin' and Cryin', van Alex Roe